# مسجد جمال‌آباد
مسجد جمال آباد مربوط به سدهٔ ۸ ه‍.ق است و در شهرستان هریس، روستای جمال آباد واقع شده و این اثر در تاریخ ۸ دی ۱۳۷۸ با شمارهٔ ثبت ۲۵۴۴ به‌عنوان یکی از آثار ملی ایران به ثبت رسیده است.